# Урал-43223
Урал-43223 — советский и российский бортовой грузовик повышенной проходимости и грузоподъемностью до 6 тонн.

## История
Урал-4322 мог бы быть заменой уже устаревшему "Урал-4320". Урал-4322 разработали в Миассе в рамках проекта «Суша». Согласно заданию проекта, был необходим грузовик повышенной проходимости с дизелем воздушного охлаждения. Однако в СССР такие автомобильные дизели не производили. Для его производства были начаты переговоры с немецкой машиностроительной компанией Klockner-Humboldt-Deuz (KHD). Дизели которого успешно себя зарекомендовали на автомобилях Magirus-Deutz, купленных для строительства БАМа. У немцев имелся подходящий дизель выпускавшийся с 1969 года. Производство дизеля воздушного охлаждения планировалось в Казахской ССР. В Кустанае для выпуска дизельных 8-цилиндровых V-образных Deutz мощностью 256 л. с. двигателей началось строительство нового завода вошедшего в производственное объединение "УралАЗ" и который был введен в строй лишь в 1992 году. Первый опытный образец Урал-4322 построен в 1978 году. Автомобиль был во-многом унифицирован с прежним семейством 4320, однако, получил оригинальное "оперение" и капот и кабину унифицированную с кабиной автомобилей КамАЗ. Вскоре после «Урал-4322» появились его более длинная модификация «Урал-4322Б», которая отличалась лишь увеличенным расстоянием от первой оси ко второй. Поскольку новый моторный завод ещё только строился, то на первое время семейство перспективных Уралов оснастили дизелями КамАЗ-740.10. В 1980 году были проведены всесторонние испытания в присутствии военной приёмочной комиссии, поскольку основным потребителем данной техники должны были стать именно военные. После испытаний и ряда доработок базовый автомобиль получил индекс 43223. К середине 1980-х завод в Кустанае, которые ещё возводился начал изготовление опытных образцов дизелей Урал-744 по лицензии KHD приобретенной в 1982 году. В 1987 году Урал-43223 начал выпускаться опытно-промышленным партиями на заводе УралАЗ. Распад СССР и сложная экономическая ситуация не позволили освоить производство нового поколения грузовиков "Урал".
Кустанайский дизельный завод проработал не долго, и вскоре закрылся, поставка двигателей и запчастей к ним была прекращена. КамАЗ вместо него начал осваивать производство этих двигателей, но из-за пожара, уничтожившего двигательный цех КамАЗа производство «Урал-43223» было прекращено окончательно. Всего с 1987 по 1993 годы было выпущено лишь несколько сотен автомобилей семейства Урал-43223.

## Модификации
Урал-4322Б — удлиненный вариант Урал-4320. Имел более новую цельнометаллическую грузовую платформу, которая способна вместить 33 военных.
Урал-43222 — длинное шасси для установки жилых кузовов К-4322.
Урал-43223 — 6,5-тонный многоцелевой грузовик с цельнометаллическим бортовым кузовом.
Урал-43223С — грузовик для ралли
Урал-43224 — специальное шасси для надстроек
Урал-43225 — шасси для установки военных надстроек и кузовов К2.4320
Урал-44223 — гражданский трехосный седельный тягач с удлиненной кабиной.
Урал-5323 — 4-осный вариант с установленным дизельным двигателем КамАЗ-7403.10.
Урал-55223 — автомобиль-самосвал сельскохозяйственного назначения для перевозки навалочных грузов.
Урал-55224 — самосвал выпускавшийся с 1987 по 1993 год с задней разгрузкой.